# Van Kinsbergenstraat (Amsterdam)
De Van Kinsbergenstraat is een straat in de Chassébuurt van Amsterdam-West. De naam verwijst naar de Nederlandse zeeofficier Jan Hendrik van Kinsbergen (1735-1819).
De Van Kinsbergenstraat werd in de jaren 1920 aangelegd.
Het westelijk eind van de straat komt uit bij een loopbrug over de Admiralengracht waar een café was gevestigd. Het oostelijk eind van de straat loopt in een boogje naar de Baarsjesweg.
De straat wordt verder gekruist door de Chasséstraat en de Witte de Withstraat, waar zich voor de An-Nourmoskee de tramhalte Van Kinsbergenstraat van tramlijn 7 bevindt.
Op 6 augustus 2003 gooiden vernielzuchtige jongeren tussen het Mercatorplein en de Van Kinsbergenstraat ruiten van huizen in met bakstenen en fietsen na rellen op het Mercatorplein nadat een jongen door een politieagent werd doodgeschoten toen hij deze met een mes wilde aanvallen. Een journalist van persbureau Novum Nieuws werd aan het eind van deze middag mishandeld in de Van Kinsbergenstraat. Hij kreeg een trap in zijn rug en werd gedwongen zijn fototoestel af te staan aan de Marokkaanse jongeren.
In het midden wordt de straat gekruist door de Van Speijkstraat. Midden op dit kruispunt is het woord "buurtrespect" aangebracht. Op de vier hoeken bevinden zich telkens vier symbolen van de afspraken die in het kader daarvan waren gemaakt, zoals "rustig praten", "niet nafluiten" en "niet vernielen". Dit alles werd aangebracht tijdens een officiële gebeurtenis op 21 december 2005. In 2007 werd Snackbar Raphael gesloten nadat meerdere keren de ruiten waren ingegooid. Op de hoek van de voormalige snackbar wordt een buurtcentrum gevestigd.
Na de sloop van de bebouwing tussen de Van Kinsbergenstraat, de Witte de Withstraat, de Lodewijk Boisotstraat en de Admiralengracht (het "Admiralenblok"), is in oktober 2009 begonnen met de bouw van nieuwbouwproject De Wending, dit is een wooncomplex geïnspireerd door de stijl van de Amsterdamse School, met 120 appartementen aan het nieuwe Witte de Withplein.